# 디오판토스

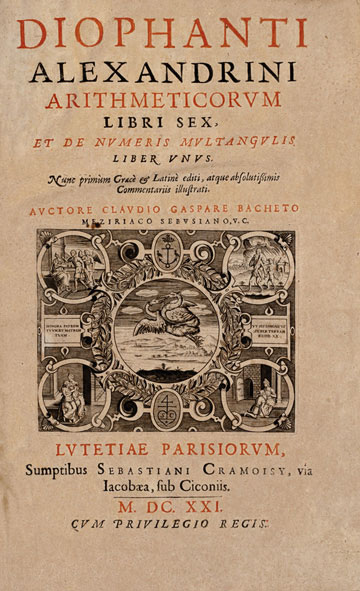
1621년에 출간된 디오판토스의 《산학》의 라틴어 번역본

알렉산드리아의 디오판토스(고대 그리스어: Διόφαντος ὁ Ἀλεξανδρεύς 디오판토스 호 알렉산드레우스[*], 200년 또는 214년 ~ 298년 또는 330년)는 알렉산드리아에서 활동한 고대 그리스의 수학자이다. 정수를 계수로 가지는 방정식(디오판토스 방정식)에 대한 연구로 유명하다. 이와 같은 연구 내용을 《산학》(算學, 라틴어: Arithmetica 아리트메티카[*], 고대 그리스어: Ἀριθμητικῶν 아리트메티콘[*])이라는 책에 정리했다.
1637년에 피에르 드 페르마는 《산학》을 읽다가 유명한 페르마의 마지막 정리를 그 페이지의 여백에 적어 놓았다.
디오판토스가 정확히 언제 태어나고 언제 죽었는지는 명확하지 않지만, 그가 죽었을 때의 나이는 정확히 알 수 있다. 디오판토스는 자신의 묘비에 다음과 같이 새겨 놓았다고 한다.
신의 축복으로 태어난 그는 인생의 1/6을 소년으로 보냈다. 그리고 다시 인생의 1/12이 지난 뒤에는 얼굴에 수염이 자라기 시작했다. 다시 1/7이 지난 뒤 그는 아름다운 여인을 맞이하여 화촉을 밝혔으며, 결혼한 지 5년 만에 귀한 아들을 얻었다. 아! 그러나 그의 가엾은 아들은 아버지의 반 밖에 살지 못했다. 아들을 먼저 보내고 깊은 슬픔에 빠진 그는 그 뒤 4년간 정수론에 몰입하여 스스로를 달래다가 일생을 마쳤다.

이것을 방정식을 세워 풀어보면
{\displaystyle {\frac {x}{6}}+{\frac {x}{12}}+{\frac {x}{7}}+5+{\frac {x}{2}}+4=x}
이므로, 디오판토스는 84세에 사망하였음을 알 수 있다.
또한, 84÷6=14 이므로 14년을 소년으로 보냈으며, 84÷12=7, 14+7=21 이므로 21살에 수염이 나고, 33살에 결혼을 했으며, 5년 뒤 인 38살에 아들를 얻었다. 그리고 아들은 디오판토스가 84살일 때 죽었으며, 42년을 살았다. 

## 업적
정수론에 공헌이 컸으며, 대수학에서 미지수를 문자로 쓰기 시작했다. 디오판토스 해석이라는 일종의 부정방정식 해법을 연구하고《산수론》13권에서는 수사 미지수 계산 기호 등을 사용하여 대수식을 만들었다.
1차·2차 방정식 또는 연립 방정식에 대한 문제와 해법이 다루어져 있다. 부정 방정식 중의 ‘주어진 제곱수를 2개의 제곱 수로 나누어라’하는 문제는 후에 페르마에게 큰 영향을 주어 페르마 정리의 기초가 되었다.